# Prothemini
Los proteminos (Prothemini) son una tribu de coleópteros crisomeloideos de la familia Cerambycidae.

## Géneros
Tiene los siguientes géneros:
- Euryarthrum Blanchard, 1845
- Homalomelas White, 1855
- Prothema Pascoe, 1856